# نيك باينز
نيك باينز (بالإنجليزية: Nick Baines)‏ هو مؤلف وكاتب وقسيس بريطاني، ولد في 13 نوفمبر 1957 في ليفربول في المملكة المتحدة.